# Periang
Periang is een bestuurslaag in het regentschap Rejang Lebong van de provincie Bengkulu, Indonesië. Periang telt 771 inwoners (volkstelling 2010).